# Apollo-Mondlandefähre

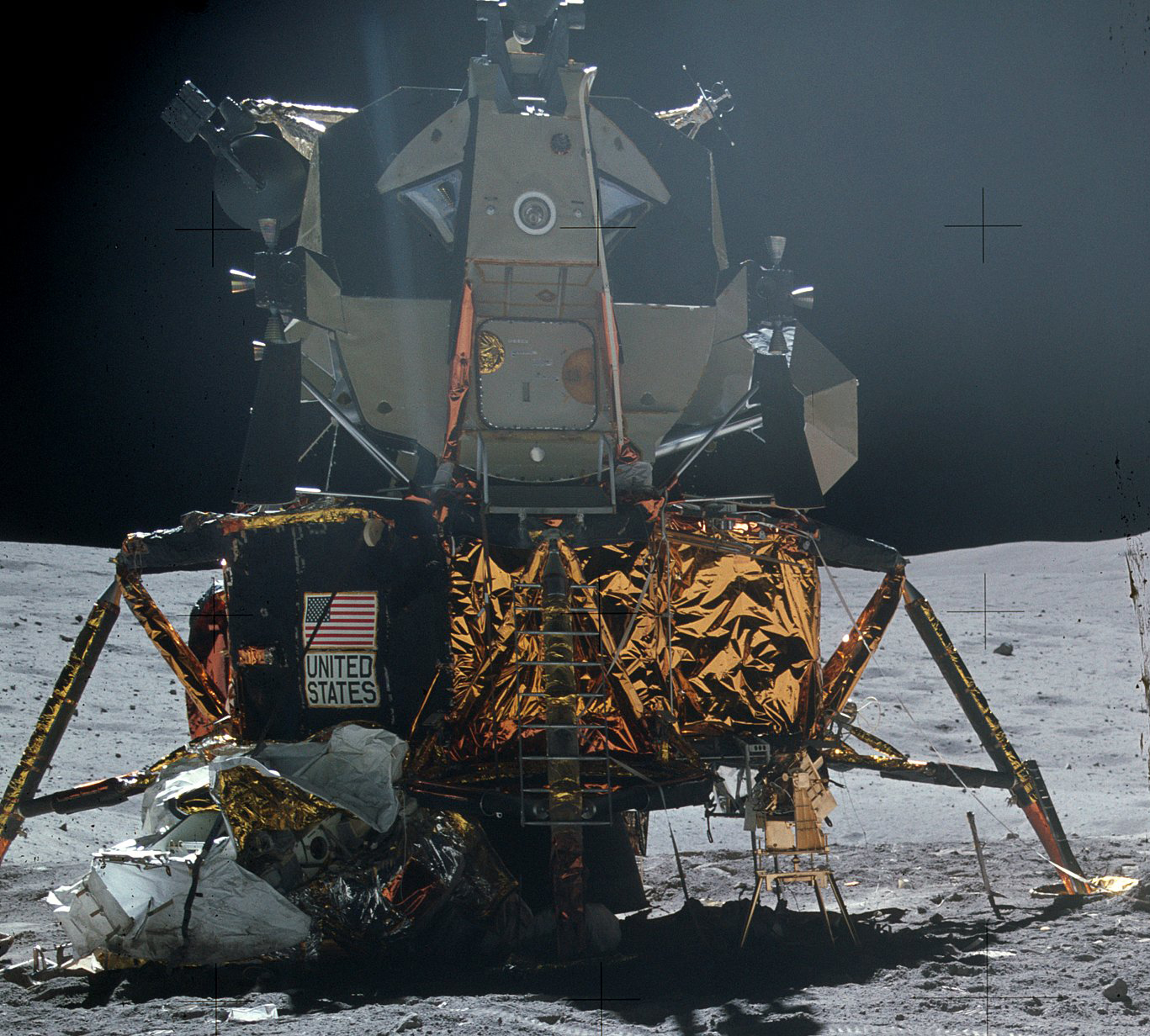
Mondlandefähre Orion von Apollo 16 auf dem Mond (1972)

Die Apollo-Mondlandefähre (LM für Lunar Module, ursprünglich LEM für Lunar Excursion Module) war ein ab 1963 von der Firma Grumman für die NASA im Rahmen des Apollo-Programms entwickelter Lander zur Landung auf dem Mond. Die Vorplanungen der NASA gehen allerdings schon bis ins Jahr 1960 zurück.
Das LM ist eine zweiteilige Mondlandefähre und besteht aus einer Abstiegs- und einer Aufstiegsstufe. Insgesamt wurden 15 Apollo-Mondlandefähren hergestellt. Von diesen führten sechs eine Mondlandung durch, wobei der untere Teil mit den Füßen und dem Abstiegstriebwerk (die Abstiegsstufe) auf dem Mond zurückblieb. Nachdem die Astronauten nach dem Mondaufenthalt zum Rückflug zur Erde in das Kommando-Modul umgestiegen waren, wurde der obere Teil der Mondlandefähre (die Aufstiegsstufe) im Mondorbit belassen und stürzte später auf den Mond. Die meisten der anderen neun gebauten Exemplare dienten zu Tests auf der Erde oder kamen nicht zum Einsatz, weil ihre Missionen abgesagt wurden. Die Mondlandefähre von Apollo 13 wurde genutzt, um die Aufgaben des havarierten Service-Moduls teilweise zu übernehmen und so eine Rückkehr der Raumfahrer zur Erde zu ermöglichen. Einige der nicht verwendeten Mondlandefähren sind heute in Museen ausgestellt.

## Allgemein

Apollo-Mondlandefähre mit angedocktem CSM
I - Lunar module descent stage; II - Lunar module ascent stage; III - Command module; IV - Service module.
1 LM descent engine skirt; 2 LM landing gear; 3 LM ladder; 4 Egress platform; 5 Forward hatch; 6 LM reaction control system quad; 7 S-band inflight antenna (2); 8 Rendezvous radar antenna; 9 S-band steerable antenna; 10 Command Module crew compartment; 11 Electrical power system radiators; 12 SM reaction control system quad; 13 Environmental control system radiator; 14 S-band steerable high gain antenna; 15 Nozzle extension; 16 Docking window; 17 VHF antenna; 18 Docking target; 19 LM overhead hatch; 20 CSM combined tunnel hatch; 21 Viewing windows; 22 Aft heatshield

Um Menschen auf den Mond zu bringen, gab es die verschiedensten technischen Entwürfe, die in der Frühphase des Apollo-Projekts durchdacht wurden. Relativ schnell kam die NASA von einem komplett auf dem Mond landenden Raumfahrzeug hin zu einem geteilten System, bei dem ein Astronaut in der „Rückkehrkapsel“ (der Kommando- und Serviceeinheit, Command and Service Module, CSM) um den Mond kreist und ein gesondertes „Landefahrzeug“ mit zwei Astronauten zur Mondexkursion genutzt werden soll. Dieses Konzept (Mondumlaufbahn-Rendezvous) ist massenoptimiert, aber technisch komplex, da beide Fahrzeuge eigenständig navigieren und nach dem Wiederaufstieg im Mondorbit aneinander docken müssen.

## Einsatzprofil

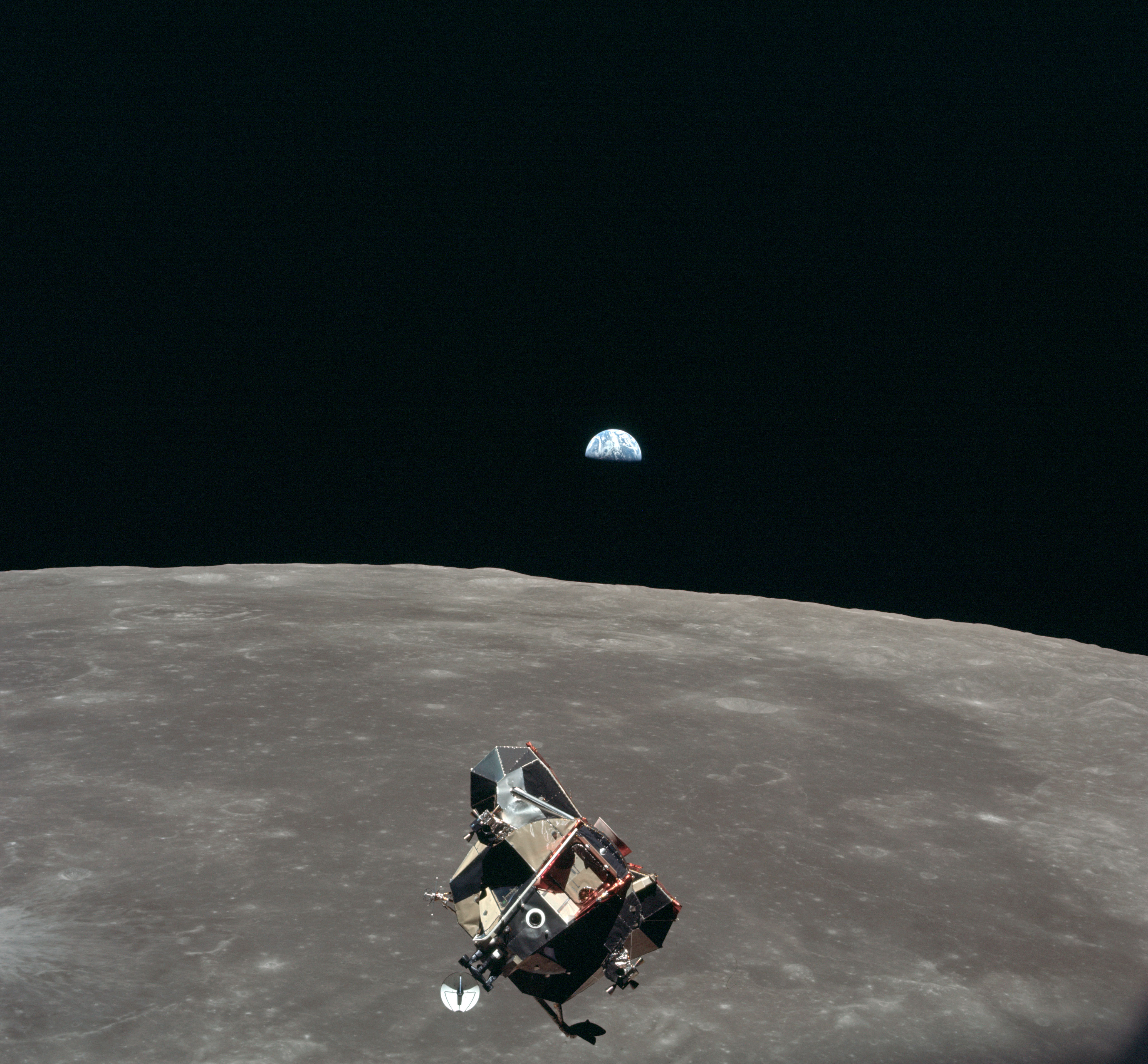
Aufstiegsstufe der Apollo-Mondlandefähre vor dem Rendezvous mit dem Command and Service Module (Apollo 11)

In der Startphase und bis zum Erreichen der Mondtransferbahn befand sich die Mondlandefähre in einem kegelförmigen Adapter auf der S-IVB, der dritten Stufe der Saturn V, unterhalb des CSM. Nach dem Einschuss in die Mondtransferbahn (Trans Lunar Injection) wurde dieser Adapter geöffnet und separiert, und das CSM dockte nach einem Wendemanöver, das dessen Pilot manuell flog, an die nun zugängliche Landefähre an (transposition, docking, and extraction). Abgesehen von kurzen Tests blieb die Mondlandefähre bei den meisten Missionen bis nach dem Erreichen einer Mondumlaufbahn passiv.

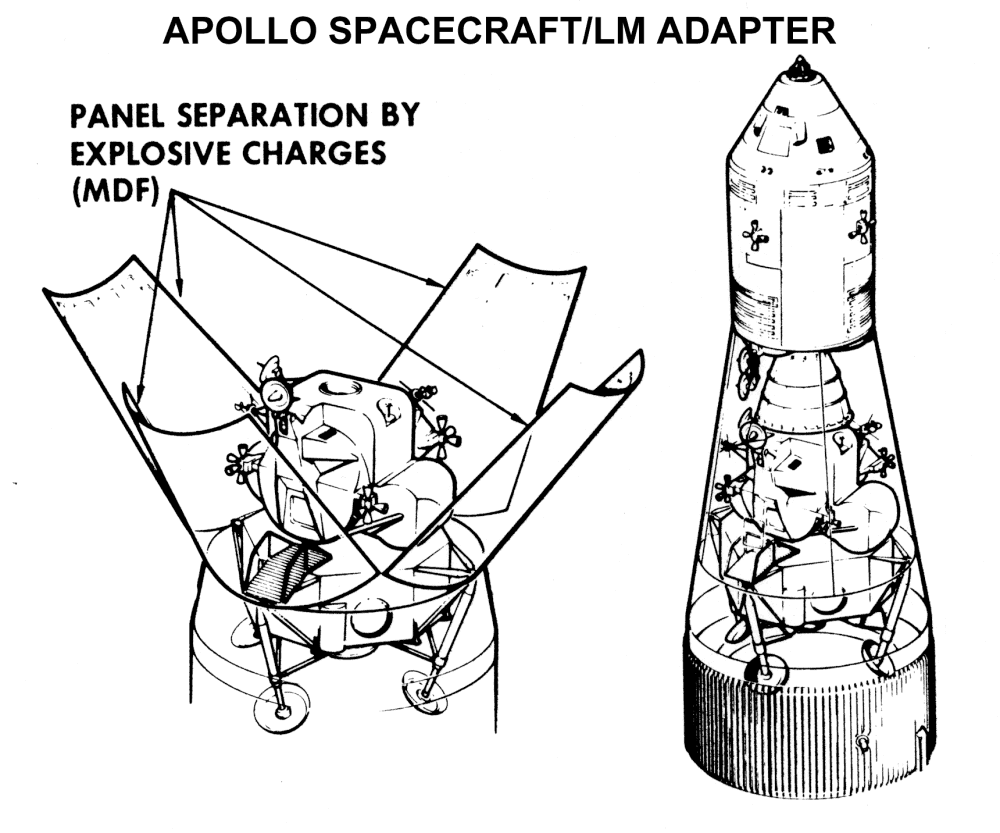
Position der Apollo-Mondlandefähre innerhalb der Saturn V

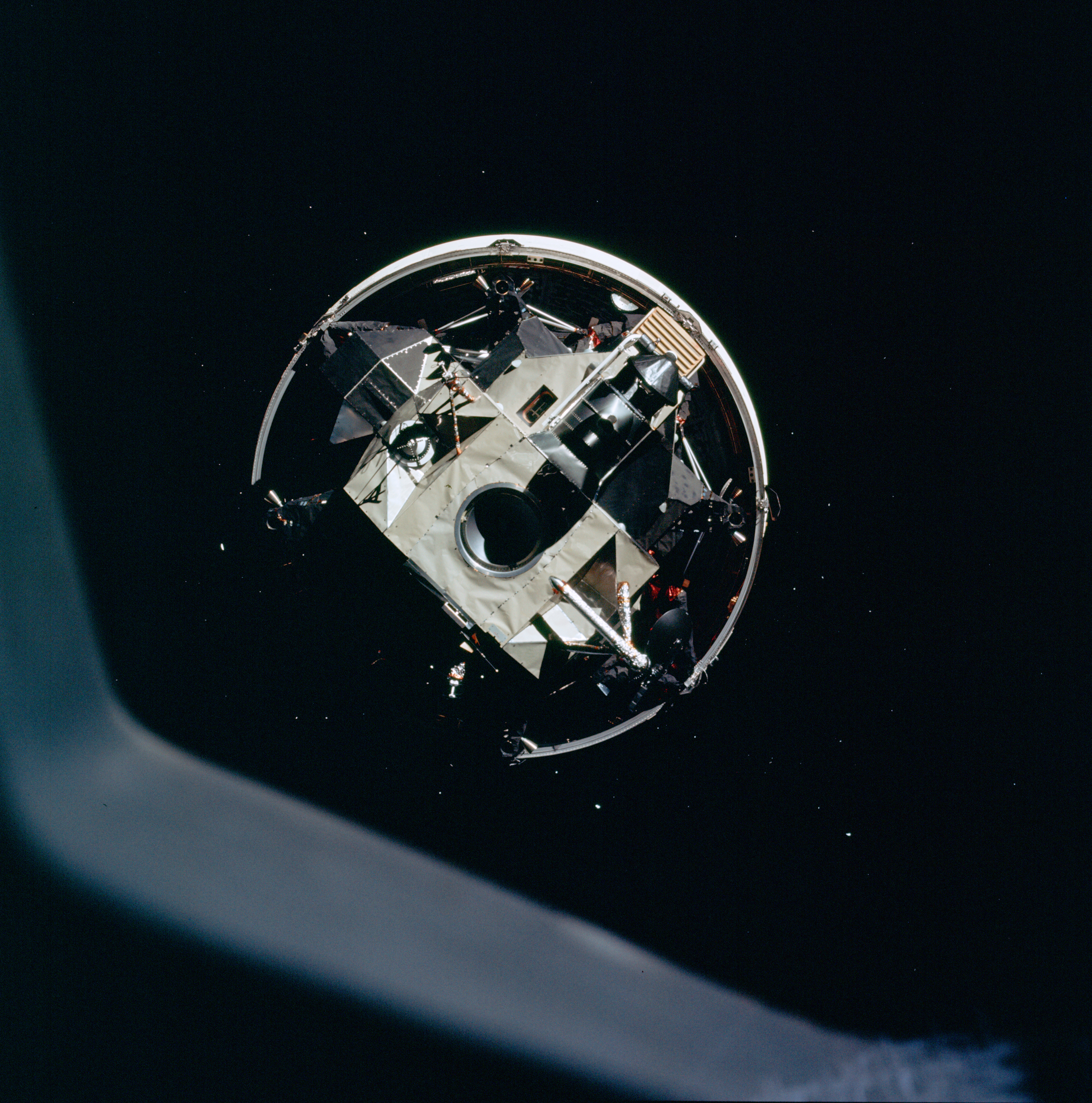
Die Apollo-Mondlandefähre kurz vor dem Herausziehen aus der dritten Stufe der Saturn V (Apollo 11)

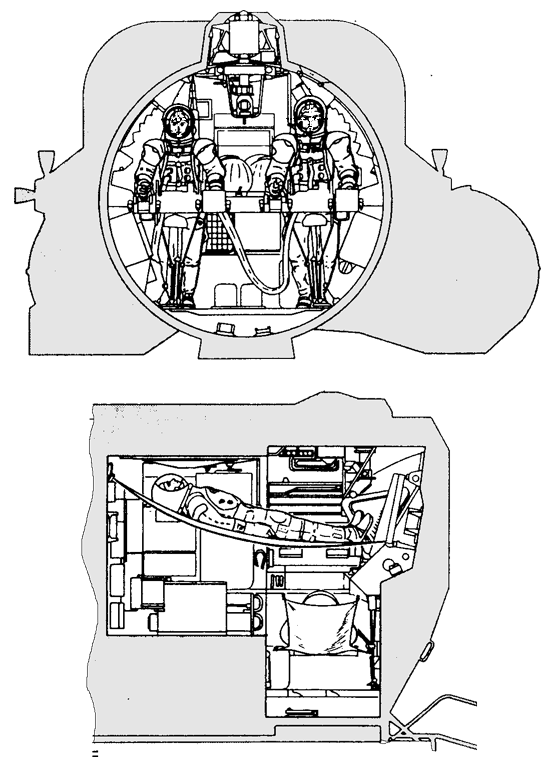
Astronauten in Flug- und Schlafposition

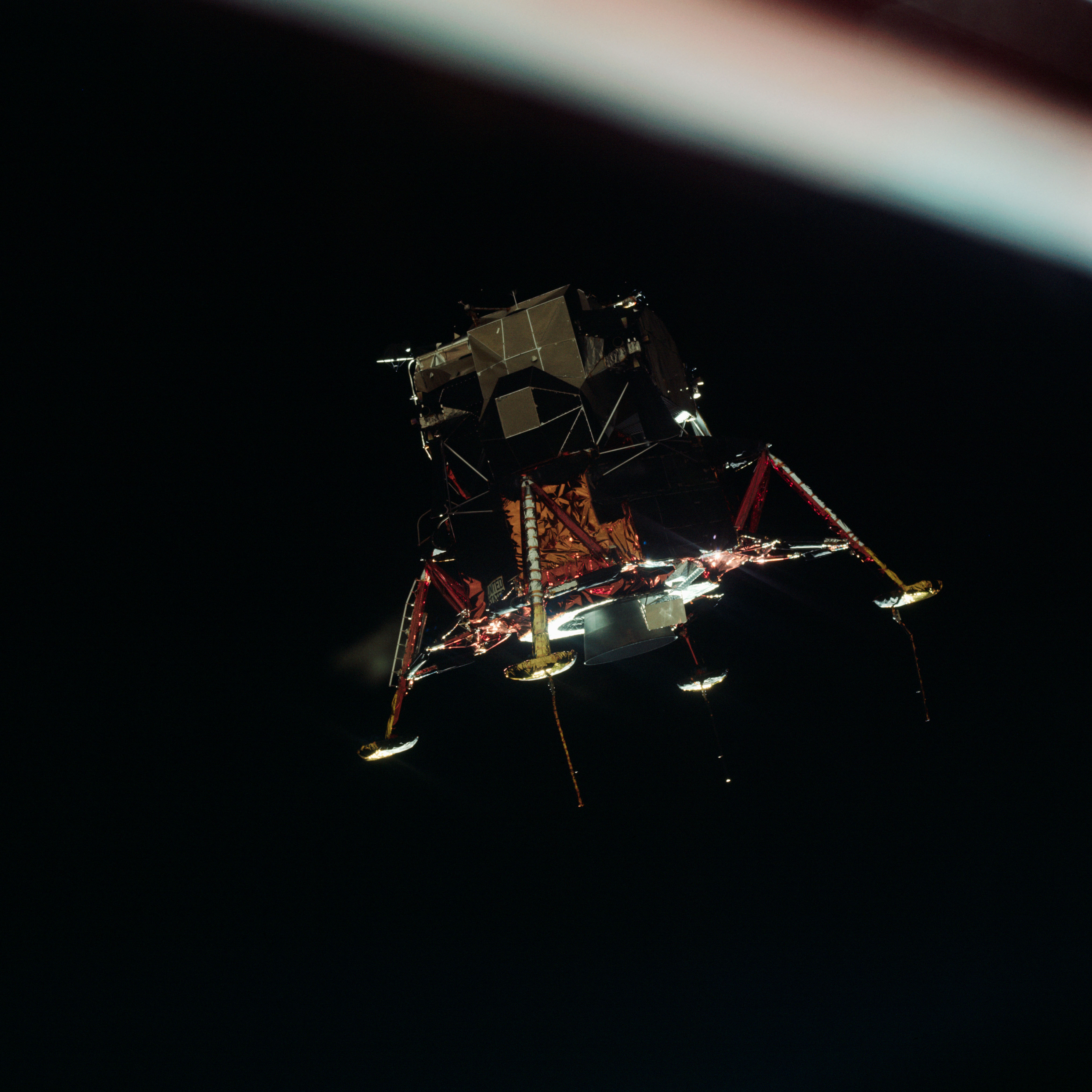
Apollo-Mondlandefähre im Mondorbit kurz nach der Trennung vom Command and Service Module (Apollo 11)

In der Mondumlaufbahn nahmen der LM-Pilot und der Missionskommandant dann das LM in Betrieb, entfalteten die Landebeine und trennten sich vom CSM. Dies gab dem im CSM verbleibenden CSM-Piloten die Möglichkeit, die Landefähre visuell zu inspizieren. Die beiden Astronauten im LM zündeten daraufhin das Abstiegstriebwerk für etwa 30 s (Descent Orbit Insertion, DOI) mit dem Ziel, eine elliptische Transferbahn mit einem tiefsten Punkt (Periselenum oder Pericynthion) in etwa 15 km Höhe etwa 480 km „vor“ (östlich) der geplanten Landestelle zu erreichen. Dieses Manöver fand auf der Mondrückseite ohne Funkkontakt zur Erde statt. Beginnend mit Apollo 14 wurde dieser Ablauf dahingehend geändert, dass das DOI-Manöver vom CSM ausgeführt wurde und die Trennung erst danach stattfand, um mehr Treibstoff für die Landephase zu haben; für das CSM mit seiner größeren Reserve war die Notwendigkeit, wieder zu beschleunigen, kein Problem.
Im Periselenum (und wieder in Funkkontakt sowohl zum CSM als auch zur Erde) begann das eigentliche Bremsmanöver (Powered Descent Initiation, PDI). Dabei wurde in erster Linie die Bahngeschwindigkeit des LM abgebaut; diese Flugphase fand vollständig unter Computerkontrolle statt. In etwa 3 km Höhe, am sogenannten „high gate“, wurde das LM erstmals teilweise aufgerichtet und erlaubte den Astronauten, den Landeplatz zu inspizieren. In dieser Phase konnte der Kommandant den weiterhin unter Computerkontrolle angeflogenen Zielpunkt mit Hilfe seiner Strichplatte durch Bewegungen seines Handcontrollers in der Flugrichtung oder auch seitlich verschieben. Der Computer zeigte dafür einen Winkel an (Landing Point Designator, LPD); dessen Ablesung wie auch die Überwachung der übrigen Flugparameter (vor allem Höhe und Sinkgeschwindigkeit) oblag dem Lunar-Module-Piloten, während der Kommandant seinen Blick nach außen gerichtet hielt. Die Endanflugphase wurde in einer Höhe von 200 bis 300 m eingeleitet („low gate“); alle Kommandanten übernahmen hier einen der beiden teilmanuellen Steuerungsmodi, um einen geeigneten Landeplatz selbst auszuwählen, obwohl eine vollautomatische Landung möglich gewesen wäre. In dieser Flugphase verblieb Treibstoff für etwa zwei Minuten. In jeder Phase wäre ein Abbruch möglich gewesen, die Aufstiegsstufe wäre dann wieder in einen Mondorbit geflogen. Beim Erreichen der Mondoberfläche meldeten die an drei der vier Beine installierten Fühler mittels einer blauen Signallampe Bodenkontakt. Die Astronauten schalteten daraufhin das Triebwerk manuell ab, und die Landefähre fiel den letzten Meter auf die Mondoberfläche.
Für den Rückstart wurde die Abstiegsstufe abgetrennt, diente als Startplattform und verblieb auf dem Mond. Die Aufstiegsstufe flog zurück in eine Mondumlaufbahn und dockte dort wieder an das CSM an. Nach dem Umsteigen der Astronauten wurde die Aufstiegsstufe wieder vom CSM abgetrennt und im Mondorbit zurückgelassen oder kontrolliert zum Absturz gebracht.

## Entwicklung

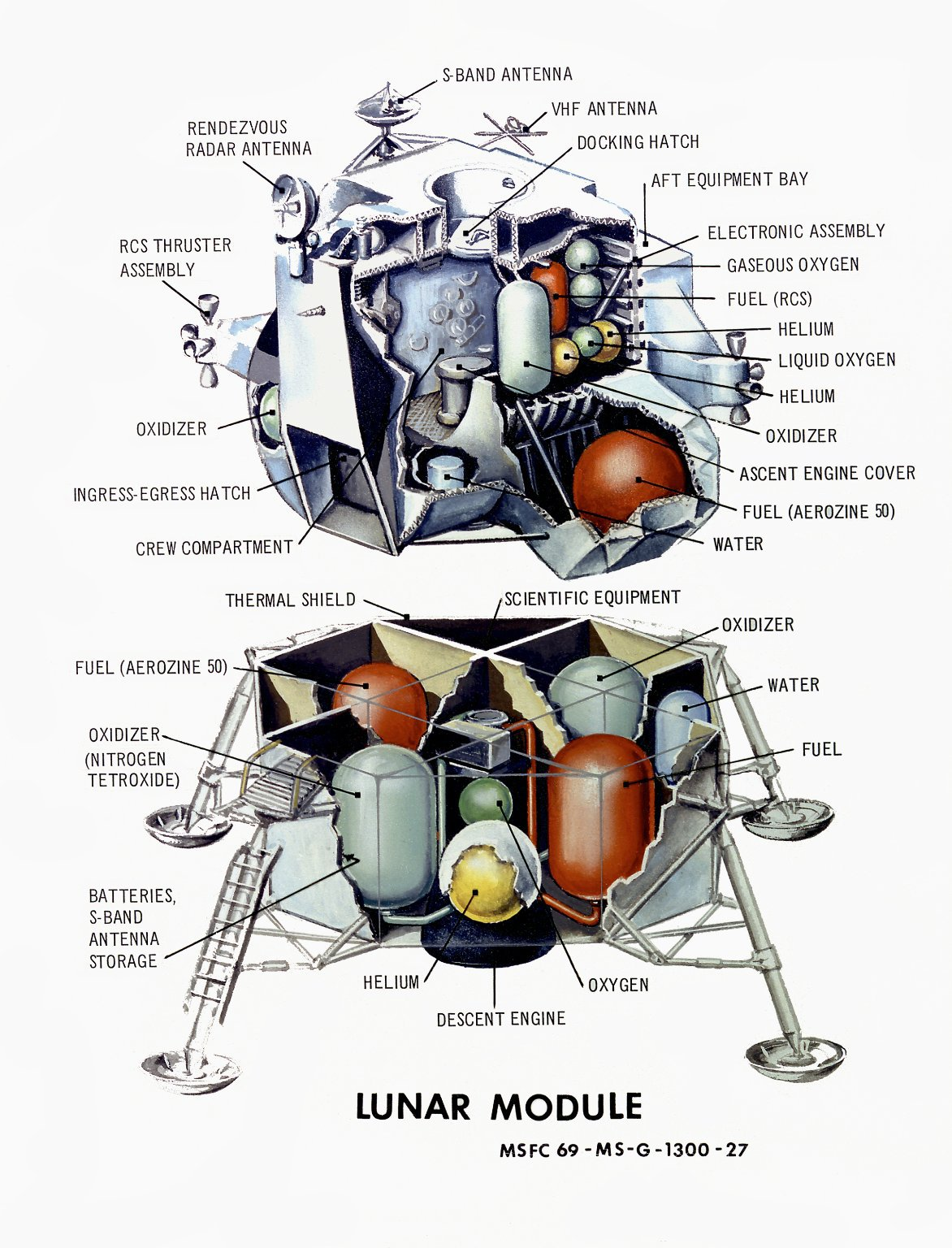
Lunar Module, die Mondlandefähre

Im Jahre 1963 erging der Auftrag zum Bau der Landefähre an die Firma Grumman in Bethpage, New York. Thomas J. Kelly, der schon die Frühstudien zur Entwicklung des LM begleitete, wird im Allgemeinen als der Vater der Landefähre bezeichnet. Wie er allerdings selbst sagte, war das LM eine Gemeinschaftsproduktion vieler. Beispielsweise waren auch die zukünftigen Apollo-Astronauten an der Entwicklung und Konstruktion beteiligt, da sie das LM ja letztendlich fliegen und landen mussten. Hauptsächlich waren dies Scott Carpenter, Charles Conrad und Donn Eisele.
Das LM war das größte bemannte Raumfahrzeug, das bis dahin je entwickelt und gebaut worden war. Im Inneren der Landefähre musste für zwei Astronauten Platz genug vorhanden sein, um das LM, wenn nötig, auch manuell zu fliegen und zu landen. Die Insassen mussten sich die Raumanzüge an- und auch wieder ausziehen und aus dem Fahrzeug zur Mondoberfläche aussteigen können. Der Zwang zur Gewichtsersparnis war noch größer als beim CSM, da die Landung auf dem Mond wie auch der Wiederaufstieg je eine Geschwindigkeitsänderung von etwa 1800 m/s erforderte. Es musste Raum für die mitgebrachten Bodenproben (Mondgestein) vorhanden sein, und die Astronauten mussten während mehrerer Tage im LM leben, essen, trinken und schlafen können.

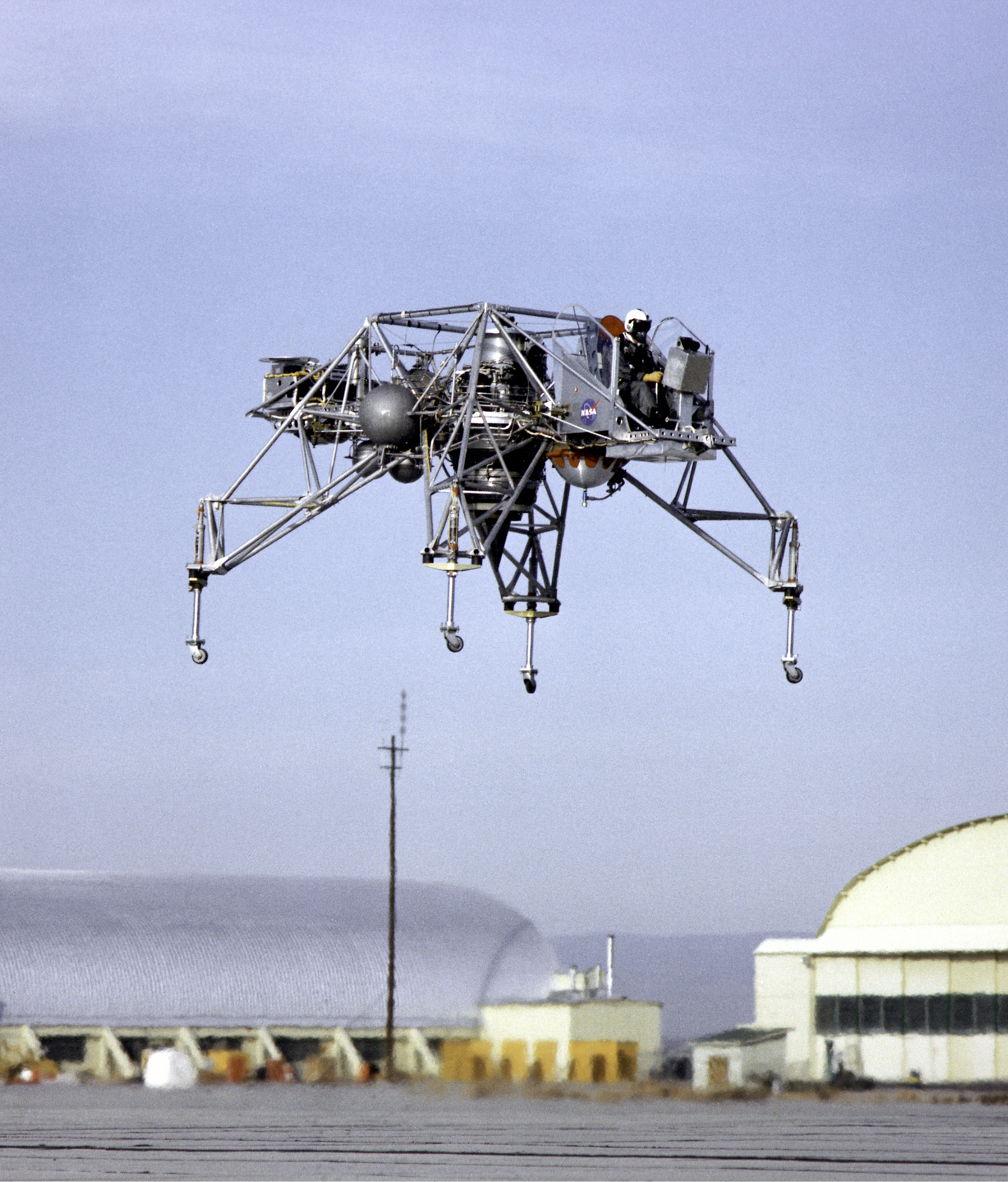
Übungslandefähre auf der Edwards Air Force Base (1964)

Die ersten Pläne sahen Sitze ähnlich wie in einem Flugzeugcockpit vor. Diese wären nicht nur sperrig und schwer gewesen, sondern hätten auch erheblich größere Fenster bedingt. Durch die Idee, das LM stehend zu fliegen und zu bedienen, konnten die Astronauten den Fenstern erheblich näher und diese daher deutlich kleiner sein. Das linke Fenster (das des Kommandanten) erhielt eine Strichplatte, die es dem Kommandanten erlaubte, den in Form eines Zahlencodes berechneten Landeplatz auf der Mondoberfläche zu identifizieren.
Da das LM alleine zum Mond abstieg, musste es auch ein eigenständiges Lebenserhaltungssystem und eine unabhängig arbeitende Elektrik inklusive Navigation haben. Dafür erhielten andere Firmen den Zuschlag zur Entwicklung als die für das CSM. Infolgedessen waren beide Systeme teilweise inkompatibel. Bei der Apollo-13-Mission mit plötzlichem Energieausfall stellte sich das als schwerwiegender Fehler heraus. Trotzdem konnten auch die Astronauten von Apollo 13 zur Erde zurückkehren, indem sie sich nach der Havarie in der Serviceeinheit eine längere Zeit im noch funktionsfähigen LM aufhielten. Das LM diente dabei sozusagen als Rettungsboot. Das LM verwendete auch andere Treibstoffe und Triebwerke als das SM. Die Navigationseinheiten waren aber weitgehend identisch, sodass sich die Navigationsdaten zwischen den Systemen übernehmen ließen.
Ein spezielles Problem stellten die Landebeine dar. Sie sollten so grazil und leicht wie möglich, aber auch so stabil wie nötig für eine Landung auf dem Mond sein und die entstehenden Stöße dämpfen können. Außerdem mussten sie einklappbar sein, da der Durchmesser der Raketenstufe schon relativ früh festgelegt worden war. Zu Beginn der Planungen sahen die Entwickler fünf Landebeine vor. Aus Platzgründen wurden dann aber nur vier realisiert, was der Standstabilität aber keinen Abbruch tat.
Da die Mondlandefähre im Schwerefeld des Mondes arbeiten musste, war es nicht möglich, die Flugeigenschaften des LM auf der Erde richtig zu testen. Änderungen am LM dahingehend, ein Schwebetriebwerk einzubauen, stellten sich als zwecklos heraus. Auch Tests mit an Helikoptern aufgehängten Landern brachten keine verwertbaren Ergebnisse. Schließlich versuchte man, die Mondgravitation nachzubilden, indem speziell dafür gebauten Lande-Trainingsgeräten, den LLTVs, mittels zusätzlicher Triebwerke ein Auftrieb gegeben wurde. Da sich Auftrieb und Steuerdüsen aber gegenseitig beeinflussten, waren die LLTVs wenig stabil, und es kam zu mehreren Abstürzen, wobei sich die Piloten, darunter Neil Armstrong, mit dem Schleudersitz retten konnten. In der Folge wurde der Einsatz der LLTVs reduziert und nur noch den Missionskommandanten gestattet. Eine besondere Konstruktion war die LLRF zum Üben der letzten Landesequenz bis zum Aufsetzen. Insbesondere kamen in bis dahin nicht gekanntem Ausmaß Simulatoren zum Einsatz.

## Technische Daten

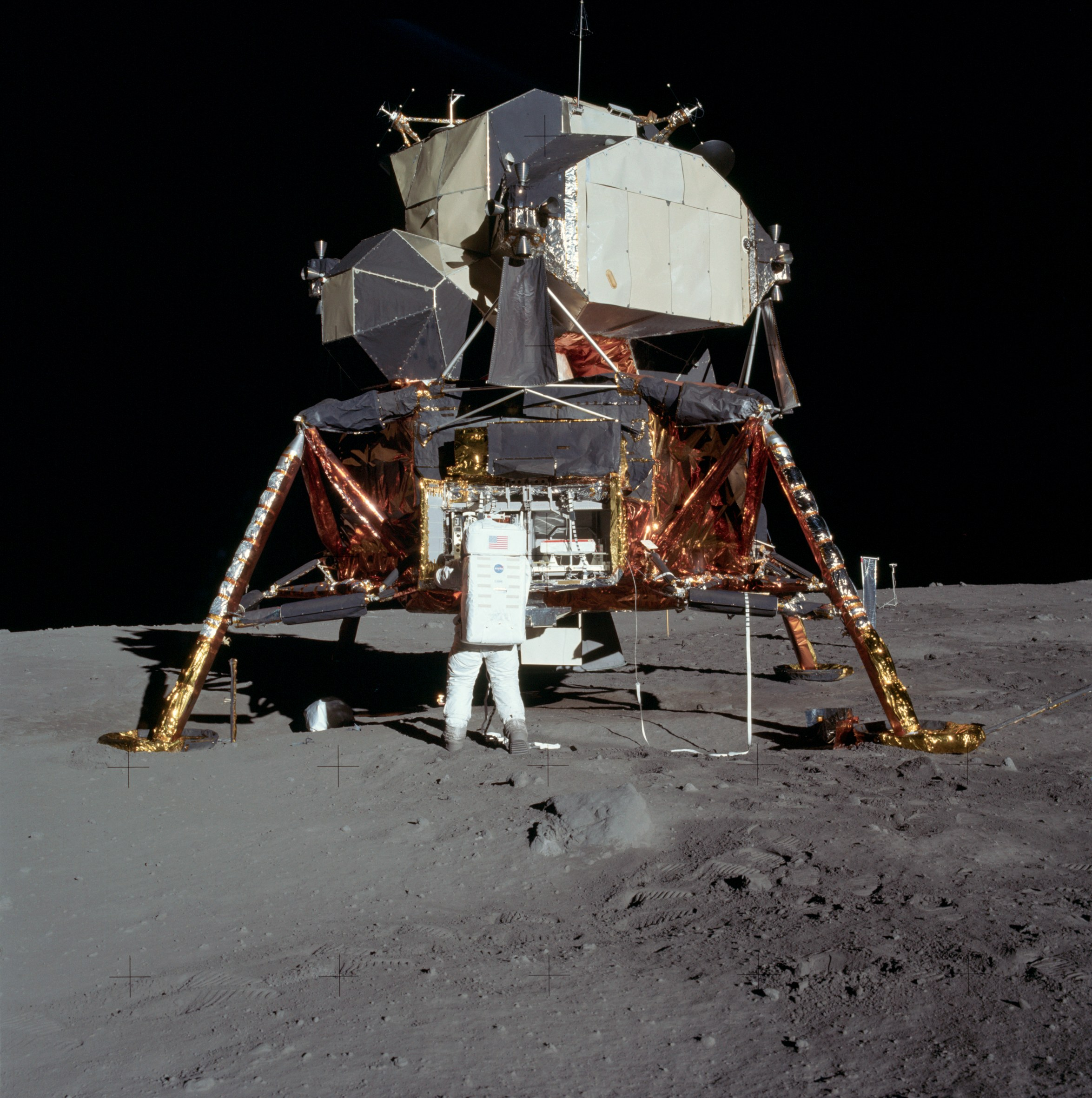
Landefähre Eagle auf dem Mond (1969)

Die Landefähre hatte betankt eine nominelle Gesamtmasse von 14.696 kg, die allerdings von Mission zu Mission unterschiedlich war, eine Gesamthöhe von 6,40 m und einen Durchmesser von 4,30 m (9,50 m bei ausgefahrenen Landebeinen). Sie bestand aus über einer Million Teilen, hatte redundant ausgelegte Funk- und Radargeräte, die bereits erwähnte Lebenserhaltung und einen Navigationscomputer. Diese Komplexität machte neue Abläufe in der Planung, Herstellung und Qualitätssicherung notwendig. Die fehlende Atmosphäre auf dem Mond bedingte daneben auch den Schutz vor Mikrometeoriten sowie einen Thermalschutz in Form aluminium- und goldbedampfter Kaptonfolien.
Die Mondlandefähre wurde nach rein funktionalen Gesichtspunkten entwickelt. Die Aerodynamik spielte dabei wegen des Vakuums im Weltraum bzw. auf dem Mond keine Rolle. Das System bestand aus zwei Stufen: der Abstiegsstufe (Descent Stage – DS) und der Aufstiegsstufe (Ascent Stage – AS), von denen jede mit einem eigenen Triebwerk ausgestattet war. Dieser Aufbau bedingt, dass der Schwerpunkt sehr genau auf der Triebwerksachse liegt, was durch unterschiedliche konstruktive Maßnahmen erreicht wurde.

## Abstiegsstufe
Die Abstiegsstufe (DS für Descent Stage) war der untere Teil und enthielt neben dem Triebwerk die Tanks für Treibstoff, Sauerstoff, Wasser und Helium. Außen an der Struktur befanden sich die vier Landebeine und die Ausrüstung für die Außenmissionen. Ein nicht unbeträchtlicher Teil der Gesamtmasse der Stufe entfiel schließlich auf die Batterien für die Versorgung des Bordnetzes von 28 V und 115 V. Diese Batterien waren prinzipiell wiederaufladbar, es war aber kein System zur Wiederaufladung an Bord.
Die Landebeine gaben dem Vehikel ein spinnenartiges Aussehen, was ihm bei den Astronauten auch den Spitznamen „Spider“ eintrug. Die Stufe war inklusive der Landebeine 3,24 m hoch. An dem Bein, das sich unter der Ausstiegsluke befand, war für den Aus- und Wiedereinstieg eine Leiter angebracht. An den Seiten und von außen erreichbar waren das EASEP bzw. ALSEP und bei den J-Missionen auch das Lunar Roving Vehicle untergebracht. Nach dem Abschluss der Erkundungen diente die Abstiegsstufe als Startbasis für die Aufstiegsstufe. Ein Sprengmechanismus trennte die beiden Stufen voneinander, wobei die Abstiegsstufe auf dem Mond zurückblieb. Notfalls konnte die Trennung auch während der Abstiegsphase durchgeführt werden, um den Abbruch einer Landung mit sicherer Rückkehr zum CSM zu ermöglichen.

### Struktur
Strukturell bestand die Abstiegsstufe aus einem Doppelkreuz mit einem zentralen Quadrat und vier gleich großen, an den Seitenflächen angebrachten Kastenstrukturen. Die einzelnen Paneele bestanden aus gefrästen und chemisch bearbeiteten Aluminiumplatten, die miteinander vernietet waren. Mittig befand sich das Triebwerk, in den vier Seiten waren symmetrisch die je zwei Tanks für den Treibstoff und den Oxidator untergebracht. Die äußeren Diagonalen des Kreuzes waren verstrebt und verkleidet, so dass die Abstiegsstufe insgesamt die Form eines Achtecks annahm. In den vier dreieckigen Segmenten waren die weiteren Einrichtungen untergebracht. Die Landebeine waren mit Streben an die äußeren Ecken angebunden. Sie waren teleskopartig aufgebaut und enthielten ein verformbares Element, das einen großen Teil des Stoßes beim Aufsetzen aufnahm. Das Bein vor der Ausstiegsluke trug die Leiter, über die die Astronauten den Mondboden erreichen konnten, an den anderen drei Beinen waren Fühler zur Erkennung des Aufsetzens montiert. Zum Schutz gegen Auskühlung auf dem Weg zum Mond war die Abstiegsstufe mehrheitlich mit goldbedampfter Mylarfolie verkleidet.

### Triebwerk der Abstiegsstufe
Das Abstiegstriebwerk (Descent Propulsion System) war schwenkbar und lieferte eine Schubkraft von 10.500 lbf (45 kN). Die Leistung des Triebwerks konnte vom Computer oder manuell in zwei Bereichen bis auf 1050 lbs (4,7 kN) gedrosselt werden. Als Treibstoff wurde ein Gemisch aus 50 Prozent Hydrazin (N2H4) und 50 Prozent unsymmetrischem Dimethylhydrazin, genannt Aerozin 50, verwendet. In Verbindung mit dem Oxidator Distickstofftetroxid (N2O4) ist die Mischung hochexplosiv und hypergol, zündet also bei Kontakt miteinander selbstständig, ohne dass ein Zündsystem gebraucht würde. Ein weiterer Tank enthielt Helium, das als Treibgas den Oxidator und den Brennstoff in die Brennkammer presste.

### Spezifikation
- Höhe ohne Landebeine: 2,62 m
- Breite ohne Landebeine: 3,91 m
- Breite mit entfalteten Landebeinen: 9,4 m
- Gesamtmasse, betankt: 10.334 kg (spezifiziert, genauer Wert missionsabhängig), bei den J-Missionen deutlich darüber
- Wasser: ein Tank von 151 kg
- RCS: keines, Steuerung erfolgte durch die Aufstiegsstufe
- Treibstoff des DPS (Descent Propulsion System): 8200 kg Aerozin 50 und Distickstofftetroxid (N2O4) als Oxidator
- Schub des DPS: 45,0 kN, zwischen 10 % und 60 % regelbar; schwenkbare Düse
- Bedruckung des DPS: ein Heliumtank von 22 kg unter 10.700 kPa
- Spezifischer Impuls des DPS: 311 s
- DPS Delta v: 2500 m/s
- Batterien: vier (bei den J-Missionen fünf) Silber-Zink-Batterien 28–32 Volt, 415 Ah von je 61 kg

## Aufstiegsstufe

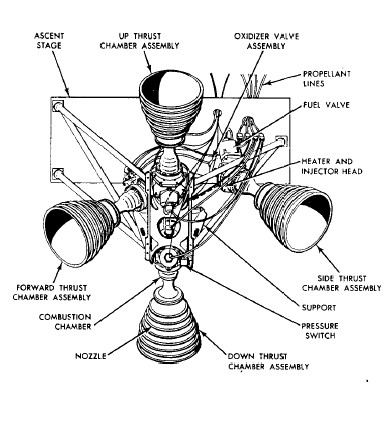
Steuerdüsen der Aufstiegsstufe

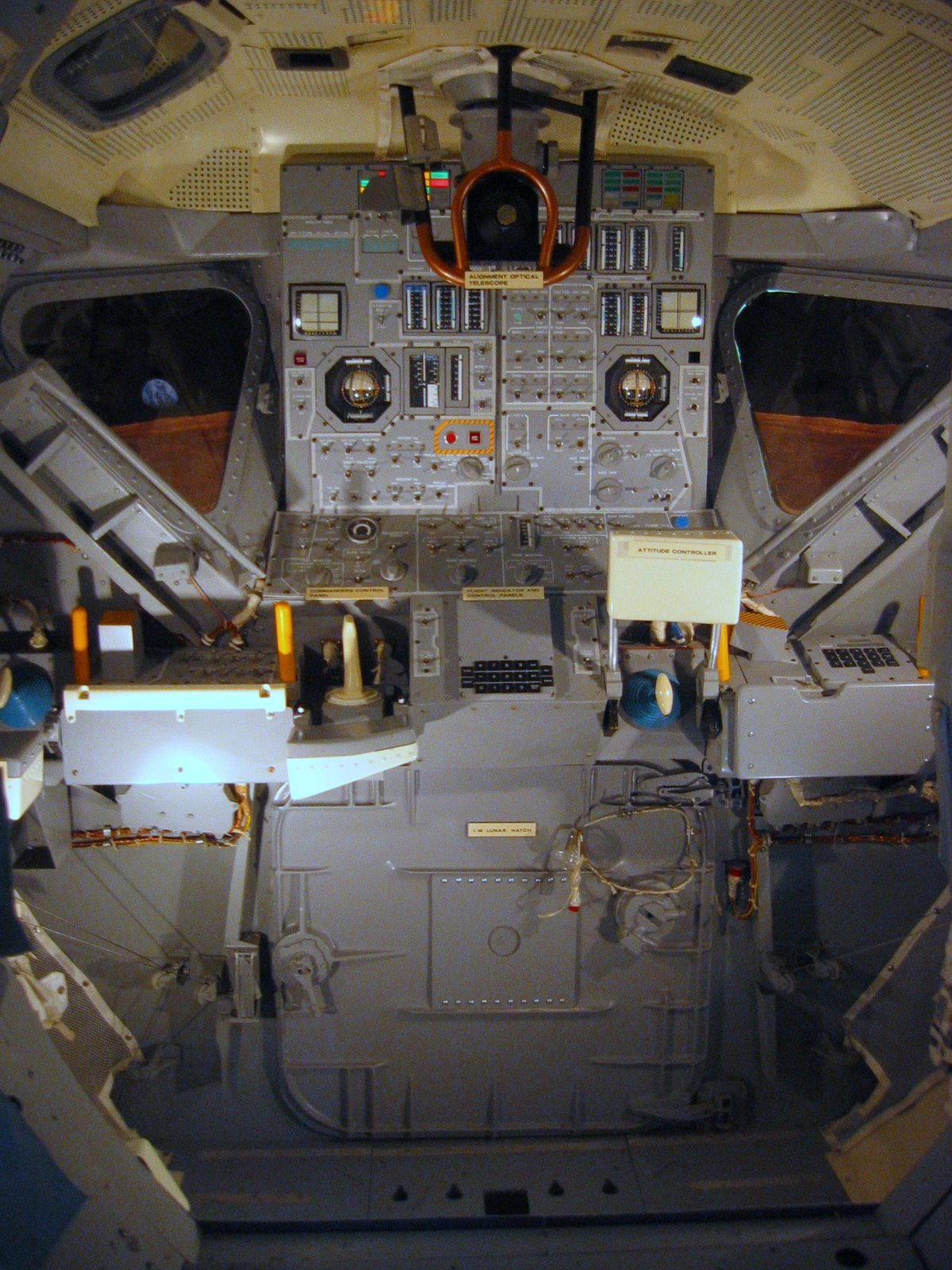
Kabine der Aufstiegsstufe

Die Aufstiegsstufe (AS für Ascent Stage) enthielt die zylindrische Kabine für zwei Astronauten, die sich im vorderen Teil aufhielten (links der Kommandant, rechts der Pilot, aus der Sicht der Astronauten), einen mittleren Abschnitt mit allen Bedienungselementen und dem Aufstiegstriebwerk und einem hinteren Teil, der die Elektronik beherbergte. Die Tanks, Antennen, Lageregelung sowie die äußere Hülle wurden um den Zylinder herum gebaut, was der Aufstiegsstufe ihr charakteristisches Aussehen gab. Um Gewicht zu sparen, mussten die beiden Astronauten bei der Landung stehen. Sie wurden von Gurten und Seilzügen in ihrer Position gehalten. Im vorderen Fußbereich befand sich zwischen den Astronauten eine annähernd quadratische Luke von etwa 82 cm Breite und Höhe, die nach der Landung zum Ausstieg genutzt wurde. Im Mittelabschnitt befanden sich ein großer Teil der Lenk- und Kommunikations- sowie der Drucksysteme. Hier wurden auch die Gesteinsproben zum Rücktransport untergebracht. Eine weitere Luke von etwa 84 cm Durchmesser war im oberen Bereich des mittleren Abschnitts angebracht und diente als Verbindung zwischen der Landefähre und dem Kommandomodul. Die Aufstiegsstufe verfügte über drei Fenster, zwei dreieckige nach vorne zur Beobachtung der Landung (im Fenster des Kommandanten mit einer Strichplatte versehen) und ein kleines rechteckiges in der Oberseite zur Kontrolle der Annäherung an das Mutterschiff. Die Lage der Aufstiegsstufe im Raum wurde durch 16 Steuerdüsen, die in vier Gruppen (sogenannten „Quads“) angeordnet waren, kontrolliert. Diese waren mit den Quads des CSM identisch – hatten also einen vergleichsweise hohen Schub – und waren weit außen angebracht. Die daraus resultierenden großen Momente führten, insbesondere bei leeren Tanks, zu einem von den Astronauten als „eckig“ bezeichneten Flugverhalten.

### Struktur
Die Aufstiegsstufe war um einen liegenden Zylinder, der die Druckkabine bildet, herum aufgebaut. Der Zylinder bestand wiederum aus gefrästen Aluminiumplatten, Vorder- und Rückseite waren besonders versteift. Anders als in der Plattenstruktur der Abstiegsstufe waren alle weiteren Teile (Tanks, Lageregelungsdüsen, Antennen und der rückwärtige Instrumententräger) mit Streben angeschlossen. Wiederum musste auf die Lage des Schwerpunktes geachtet werden; da die Aufstiegsstufe nur zwei Tanks hat, befand sich der leichtere Treibstofftank (auf der von den Astronauten aus gesehen linken Seite) deutlich weiter außen als der des Oxidators. Das Strebewerk war unter der äußeren Verkleidung verborgen.

### Triebwerk der Aufstiegsstufe

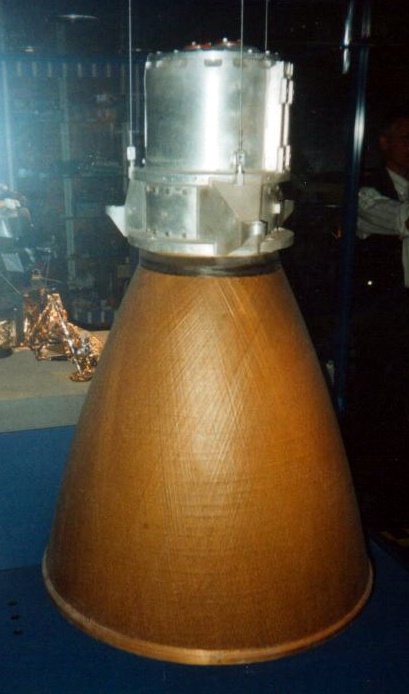
Triebwerk der Aufstiegsstufe

Das fest eingebaute – also im Gegensatz zur Abstiegsstufe nicht schwenkbare – Triebwerk für den Rückstart vom Mond erzeugte einen nicht regelbaren Schub von 3.500 lbf (15,6 kN). Das war ausreichend, um die betankt etwa 4,8 Tonnen schwere Aufstiegsstufe zurück in den Mondorbit zu befördern. Die Treibstoffe waren dieselben wie für die Abstiegsstufe. Das Triebwerk war so einfach wie möglich und abgesehen von Ventilen ohne bewegliche Teile aufgebaut, um eine möglichst hohe Zuverlässigkeit zu erreichen. Daher kam eine Druckgasförderung zum Einsatz. Das Triebwerk war mehrfach wiederzündbar, so dass auch Bahnänderungen im Mondorbit nach dem Aufstieg, insbesondere das Rendezvous-Manöver mit dem CSM, möglich waren. Die Steuerung während der Wiederaufstiegsphase wurde von einem Computer durchgeführt, der ein von der Hauptnavigation unabhängiges eigenes Aufstiegsprogramm hatte. Eine manuelle Steuerung war aber ebenfalls möglich.

### Spezifikation
- Besatzung: 2
- Bewohnbares Volumen: 6,7 m3
- Höhe: 2,83 m
- Breite: 4,29 m
- Tiefe: 4,04 m
- Gesamtmasse, betankt: missionsabhängig, ca. 4870–4990 kg
- Atmosphäre: 100 % Sauerstoff unter 33 kPa
- Wasser: zwei Tanks von je 19,3 kg
- Kühlmittel: 11 kg Ethylenglycol-Wasser-Gemisch (für die Elektronik)
- Thermalregelung: ein aktiver Verdampfer
- Treibstoff des RCS (Reaction Control System): 287 kg Aerozin 50 und Distickstofftetroxid (N2O4) als Oxidator
- RCS-Konfiguration: 16 Düsen von 45 N Schub, auf Streben angeordnet in vier „Quads“
- Spezifischer Impuls des RCS: 290 s
- Treibstoff des APS (Ascent Propulsion System): 2353 kg Aerozin 50 und Distickstofftetroxid (N2O4) als Oxidator
- Schub des APS: 15.600 N, nicht regelbar
- Bedruckung des APS: zwei Heliumtanks von je 2,9 kg unter 21.000 kPa
- Spezifischer Impuls des APS: 311 s
- APS Delta v: 2220 m/s
- Schub-zu-Gewichts-Verhältnis auf dem Mond: 2,1:1
- Batterien: zwei Silber-Zink-Batterien 28–32 Volt, 296 Ah von je 57 kg
- Stromversorgung: 28 V DC, 115 V 400 Hz AC

## Mondauto
Apollo 15 war im Rahmen des Apollo-Programms die erste der drei sogenannten J-Missionen, die einen längeren Aufenthalt auf dem Mond vorsahen. Ein batteriebetriebenes Mondauto (engl. Lunar Roving Vehicle), das zum Transport zusammengeklappt an der Außenseite der Mondlandefähre angebracht war, erlaubte es, sich freier über die Mondoberfläche zu bewegen und ein größeres Gebiet zu erforschen.

## Klimasystem
Das Klimasystem der Mondlandefähre war mit den Raumanzügen der Astronauten so weit kompatibel, dass sie an der Fähre bis zu sechsmal wieder aufgeladen werden konnten.

## Verbleib der Mondlandefähren
| Nr. | Name       | Apollo | Verbleib des LM                                                                                  | Bemerkung |
| 01  | –          | 5      | in Erdatmosphäre verglüht                                                                        | Unbemannter Test im Erdorbit. Auf- und Abstiegsstufe traten kurz nach Beendigung der Mission mit 19 Tagen Abstand in die Atmosphäre ein. |
| 02  | –          | –      | National Air and Space Museum, umdekoriert, so dass sie äußerlich der Fähre von Apollo 11 ähnelt | War für einen unbemannten Test im Erdorbit vorgesehen, auf den wegen des Erfolges von LM-1 verzichtet wurde. |
| 03  | Spider     | 9      | in Erdatmosphäre verglüht                                                                        | Bemannter Test im Erdorbit. Die Abstiegsstufe verglühte kurz nach der Mission. Die Aufstiegsstufe verblieb einige Jahre im Erdorbit. |
| 04  | Snoopy     | 10     | Mond- bzw. Sonnenorbit                                                                           | Bemannter Test im Mondorbit. Die Abstiegsstufe verblieb in einem niedrigen Mondorbit und stürzte später an unbekannter Stelle ab. Die Aufstiegsstufe wurde gezielt in eine Sonnenumlaufbahn gebracht. Eine Gruppe britischer Amateurastronomen glaubt, die Aufstiegsstufe der Mondlandefähre „Snoopy“ habe sich am 15. Januar 2018 in Erdnähe befunden. |
| 05  | Eagle      | 11     | Mond                                                                                             | Erfolgreiche Mondlandung. Die Aufstiegsstufe verblieb im Mondorbit. Ob sie abstürzte, ist unbekannt; möglicherweise befindet sie sich immer noch im Orbit. |
| 06  | Intrepid   | 12     | Mond                                                                                             | Erfolgreiche Mondlandung. Die Aufstiegsstufe wurde gezielt auf dem Mond in der Nähe der Landestelle zum Absturz gebracht. |
| 07  | Aquarius   | 13     | in Erdatmosphäre verglüht                                                                        | Mission abgebrochen. Das LM diente als „Rettungskapsel“. Auf- und Abstiegsstufe wurden nicht getrennt. |
| 08  | Antares    | 14     | Mond                                                                                             | Erfolgreiche Mondlandung. Die Aufstiegsstufe wurde gezielt auf dem Mond in der Nähe der Landestelle zum Absturz gebracht. |
| 09  | –          | –      | John F. Kennedy Space Center                                                                     | War für einen Mondflug vorgesehen, der zwischen Apollo 14 und Apollo 15 hätte stattfinden sollen, aber aus Kostengründen gestrichen wurde. |
| 10  | Falcon     | 15     | Mond                                                                                             | Erfolgreiche Mondlandung. Die Aufstiegsstufe wurde gezielt auf dem Mond in der Nähe der Landestelle zum Absturz gebracht. |
| 11  | Orion      | 16     | Mond                                                                                             | Erfolgreiche Mondlandung. Das gezielte Absturzmanöver misslang. Die Aufstiegsstufe verblieb in einem Mondorbit und stürzte später unkontrolliert auf den Mond. |
| 12  | Challenger | 17     | Mond                                                                                             | Erfolgreiche Mondlandung. Die Aufstiegsstufe wurde gezielt auf dem Mond in der Nähe der Landestelle zum Absturz gebracht. |
| 13  | –          | –      | The Cradle of Aviation Museum, New York                                                          | War bereits im Bau, als weitere Apollo-Flüge abgesagt wurden. |
| 14  | –          | –      | Franklin Institute, Philadelphia                                                                 | War bereits im Bau, als weitere Apollo-Flüge abgesagt wurden. |
| 15  | –          | –      | verschrottet                                                                                     | War bereits im Bau, als weitere Apollo-Flüge abgesagt wurden. |

Ab Apollo 15 wurde eine modifizierte Mondlandefähre verwendet, die eine längere Aufenthaltsdauer ermöglichte und ein Mondauto mitführen konnte.

## Darstellung in Film und Fernsehserie
- Apollo 13
- From the Earth to the Moon
- Aufbruch zum Mond